# 阿修羅ちゃん
「阿修羅ちゃん」（あしゅらちゃん、英語: Ashura-chan）は、日本の歌手・Adoの楽曲。2021年10月28日に配信限定シングルとしてリリースされた。作詞・作曲はボカロPのNeruが手掛けた。テレビ朝日系木曜ドラマ『ドクターX〜外科医・大門未知子〜』の第7シリーズ主題歌に起用されている

## チャート成績
本楽曲は、2021年11月3日公開（集計期間：2021年10月25日～10月31日）の「Billboard Japan Download Songs」にて19,298DLでダウンロード2位、2,393,735再生でストリーミング45位、1,508,539再生で動画4位と好スタートを切り、総合チャート「JAPAN HOT 100」では7位に初登場した。

## 演奏
- キタニタツヤ：Bass
- ゆーまお (ヒトリエ)：Drums
- 湯本淳希 (FIRE HORNS)：Tp
- ヒロムーチョ：Sax
- 川島稔弘 (FIRE HORNS)：Trb